# Poulo (Gomesende)
Poulo (llamada oficialmente San Pedro de Poulo) es una parroquia del municipio español de Gomesende, en la provincia de Orense, Galicia.

## Organización territorial
La parroquia está formada por ocho entidades de población:
- As Carballeiras
- Cerdal
- O Casal
- O Dorno
- Os Chaos
- Paredes
- Sobrado
- Tixosa

## Demografía
| Gráfica de evolución demográfica de Poulo entre 2000 y 2022 |
|                                                             |
| Datos según el nomenclátor publicado por el INE.            |